# Ruckers
La família Ruckers (variants: Ruckaert, Ruckaerts, Rucqueer, Rueckers, Ruekaerts, Ruijkers, Rukkers, Rycardt) eren constructors de clavicèmbals i virginals dels Països Baixos del sud establers a Anvers entre els segles xvi i xvii. La seva influència es va estendre fins al segle xviii, i també en el ressorgiment del clavicèmbal durant el segle xx.
La família Ruckers va contribuir molt al desenvolupament tècnic, afegint un segon teclat; la qualitat dels seus instruments és tal que el nom de Ruckers és tan important pel que fa a instruments de teclat com ho és el nom de Stradivarius en el món dels violins. En el segle xviii, els instruments Ruckers sovint eren modificats per constructors francesos en un procés conegut com a ravalement, per dur a terme extensions més grans i altres canvis.

## La família Ruckers
La família probablement tingué els seus orígens a Alemanya. El primer membre de qui es té notícia, Hans Ruckers, era de Weissenburg, segons documents de 1530 dels arxius d'Anvers, i amb un nom similar, Arnold Rucker, hi hagué un constructor d'orgues a la ciutat el 1520.
Hans Ruckers (1540s–1598) va néixer a Mechelen. Al 1575 es va casar amb Adriana Cnaeps; el constructor de clavicèmbals Marten van der Biest fou testimoni al casament, encara que no se sap si tenien algun tipus de relació laboral. Hans Ruckers era catòlic i va tenir 11 fills, dos dels quals van continuar l'ofici de constructor, i la seva filla Catharina (que tenia com a padrí al constructor Willem Gompaerts (c.1534 – després 1600)) casat amb un membre de la família Couchet, assegurava una continuació forta d'ambdues dinasties; el seu fill Joannes es va quedar a la casa familiar. Hans Ruckers esdevenia un membre del Gremi de Sant Lluc el 1579, i ciutadà d'Anvers el 1594; va viure molt a prop de l'artista Rubens a Jodenstraat. Signava els instruments amb les seves inicials a la roseta. Alguns dels instruments seus que encara existeixen avui dia són virginals del 1580s i 1590s a Berlín, Bruges, Nova York, Paris i la Universitat Yale. També fou conegut per construir orgues, però no n'ha quedat cap; va treballar els orgues de St. Jacobskerk i de la Catedral d'Anvers.
Joannes Ruckers (variants: Ioannes, Hans, Jan) (15 gener 1578 – 29 setembre 1642) era el fill gran d'Hans Ruckers, i també fou constructor de clavicèmbals i d'orgues. Va viure tota vida a Anvers. Ell i el seu germà Andreas van ser socis en el negoci del seu pare a la seva mort, Joannes va acabar sent-ne el propietari únic el 1608. Va entrar a formar part del Gremi de Sant Lluc el 1611; a partir d'aquí gravava les lletres com a 'Hans Rukers, sone, claversigmaker'; després gravaria 'IR' a la roseta dels seus instruments, similar a la signatura del seu pare, 'HR'. Va treballar pels arxiducs dels Països Baixos a Brussel·les el 1616. El seu nebot Joannes Couchet es va unir al seu taller al voltant de 1627, quedant-se el negoci després de la seva mort. Avui dia encara queden al voltant de 35 instruments seus.
Andreas Ruckers I (o Andries) (30 d'agost de 1579 – després de 1645) era el segon fill d'Hans Ruckers, i també es dedicà a la construcció de clavicèmbals a Anvers. Es va casar el 1605; tres dels seus fills van arribar a adults. Els detalls de la seva vida són escassos després que va vendre la seva participació en el negoci familiar al seu germà Joannes el 1608. D'ell va quedar un clavicèmbal, encara era viu el setembre de 1645 i pot haver viscut deu anys o més després d'aquesta data. Els seus instruments supervivents són datats entre 1607 i 1644, i es troben en col·leccions a tot el món.
Andreas Ruckers II (o Andries) (31 de març de 1607 – abans de 1667) era el fill d'Andreas Ruckers I, de qui va aprendre la seva habilitat. En un document de 1638 del Gremi de Sant Lluc es pot llegir, "Rickart, claversingelmaker, wijnmeester" que podria referir-se a ell. Es va casar amb Joanna Hechts aquell mateix any; van tenir sis fills, i va morir de la pesta el 1653. Set dels seus instruments, construïts entre 1640 i 1650, han perviscut a col·leccions d'arreu del món. Va ser l'últim membre de la família Ruckers. Veieu Couchet per una altra branca de la família.
Hi pot haver-hi hagut un altre Ruckers fabricant fins ara desconeguts: dos virginals construïts al segle xvii segons la manera de Ruckers té rosetes similars amb les inicials 'CR'; s'ha pensat algun cop que pogués ser la feina de Christoffel Ruckers, un organista que vivia a Dendermonde, però s'ha descartt la idea.

## Els clavicèmbals i virginals de Ruckers

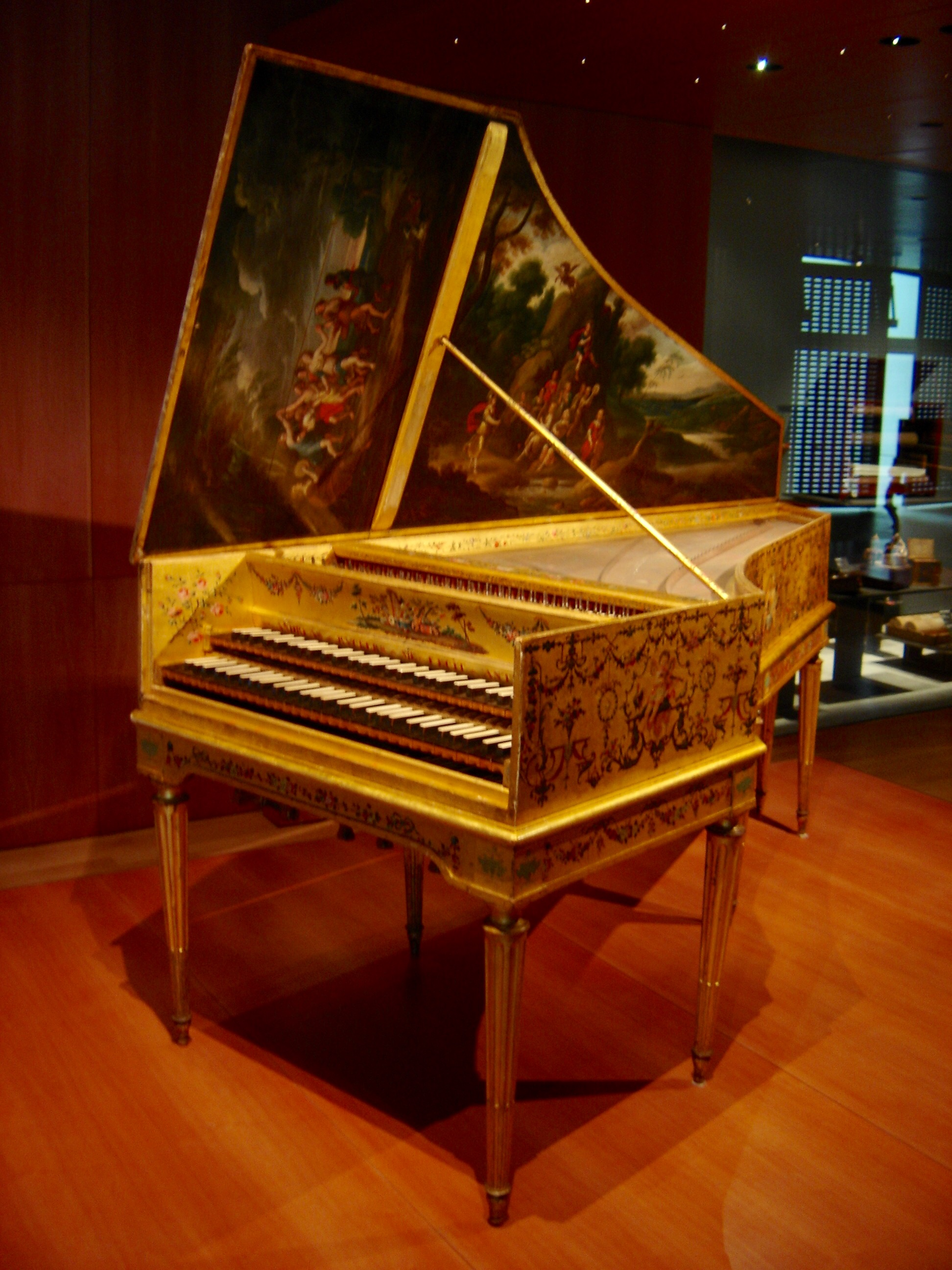
Aquest clavicèmbal és la feina de dos fabricants coneguts: al principi va ser construït per Andreas Ruckers a Anvers (1646), i més tard remodelad per Pascal Taskin a Paris (1780).

Existeixen virginals fets per la família Ruckers, són rectangulars (un té sis costats) amb el teclat de l'espineta a l'esquerra o de virginal a la dreta, al centre un conjunt de cordes en paral·lel al costat llarg. A l'espineta el pinçament es podruïa al final de la corda, mentre que als virginals el pinçament era al mig de la corda; la diferència de so entre els dos era reconeixible. El to de l'instrument varia segons la seva mida; el més gran sonava en el to estàndard d'aquell temps, a uns 415 Hz, mentre que els virginals més petits estaven afinats un to, un 4t, 5è, 8è o un 9è més alt.
Alguns virginals van ser construïts com a instruments dobles (amb doble teclat), amb un to normal combinat amb una afinació una octava més alta; això es coneixia com a 'la mare amb el nen', marcat M' (Moeder) i 'k' (amable), l'instrument més petit se solia emmagatzemar en un espai al costat del teclat del més gran. Les accions combinades quan l'instrument d'octava s'encaixava al gran permetien a l'intèrpret tocar els dos alhora. Ocasionalment van construir altres instruments combinats, fent cabre un virginal a un espai buit del clavicèmbal.
Ambdós tipus d'instruments (senzills o combinats) fets per la família Ruckers eren de 8' i 4', amb un conjunt de clavilles per a cada conjunt de cordes. L'extensió del teclat Ruckers és d'octava curta Do/Mi a do''' o re'''. Els instruments amb doble teclat no els tenien acoblats i sonaven una 4a (ocasionalment una 5a) a part, el teclat superior tenia afinació estàndard i el d'afinació més baixa a sota; quan es feia servir un o altre teclat els clavillers es desconnectaven. El clavicèmbal de dos teclats de Ruckers funcionava com si els dos teclats fossin un mateix instrument, afinat un 4t a part. Més tard els clavicèmbals de dos teclats van tenir els dos conjunts de cordes afinats amb el mateix to, per a obtenir constrastos tímbrics.
Les variacions dels models estàndards eren produïts per a ser exportats a França o Anglaterra; hi ha un sol clavicèmbal d'un teclat amb baixos cromàtics (més que l'octava curta) per sota del Do, probablement pretès per Anglaterra, i un amb dos teclats de gamma baixa de Sol a do''', i un de gamma superior de Fa a fa''', produït per a França, el teclat més baix s'afinava en el to estàndard i el superior un 4t de to per sota, invertint l'arranjament habitual. La gamma més baixa s'utilitzava per a compositors francesos contemporanis com Chambonnières i Louis Couperin, mentre que la gamma superior era més propera al disseny d'orgues.

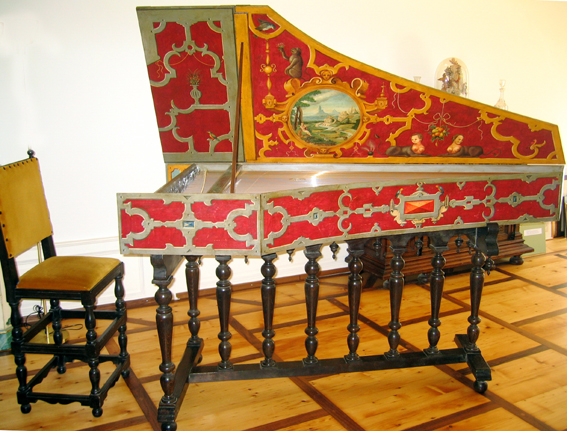
Un clavicèmbal flamenc de l'escola Ruckers, amb tires que imiten el ferro i joies.

Quan es construeix un instrument, s'escriu un número a la caixa i a altres parts, i un número de sèrie, que depèn del model. Això dona més pistes als investigadors per a datar-los, fent estimacions d'entre 35 o 40 clavicèmbals fets per any.
La decoració d'un instrument era tan delicada i elaborada com la seva construcció; imitaven patrons del Renaixement sobre paper col·locats al teclat o al voltant i de la caixa de ressonància, o al damunt. Es van imprimir grans lemes llatins en paper de gra de fusta a l'interior de la tapa. Altres vegades la tapa era pintada per artistes com Rubens i Brueghel. L'exterior es pintava fent imitació del marbre o les enormes joies sostingudes en corretges de ferro. La roseta de la tapa harmònica era pintada amb flors i fauna en pintura altremp d'ou. Les rosetes emprades per tota la família Ruckers mostraven un àngel tocant l'arpa, amb les inicials del constructor a cada banda; la data la posavan o bé a la tapa harmònica o bé al va ser trobada qualsevol en el soundboard o al claviller.

## Llegat i la pràctica francesa deravalement
Els instruments dels Ruckers sempre han estat valorats per la bellesa del seu to ressonant i equilibrat, que van aconseguir a través del disseny magistral i un excel·lent treball artesanal, encara estudiat i utilitzat com a model de clavicèmbals construïts avui dia.
En els segles xvii i XVIII, els instruments Ruckers eren més valorats que els de qualsevol altre fabricant, i el to va ser considerat com un ideal a gran part del nord d'Europa. Això va conduir a la inevitable producció de falsificacions per part de fabricants sense escrúpols, dels quals alguns sobreviuen avui i s'han identificat amb seguretat, però també s'actualitzaven i es reconstruïen els instruments originals dels Ruckers per adaptar-los als gustos moderns. Particularment a París, els clavicèmbals Ruckers es van estendre i en alguns casos modificats del tot (per fabricants com Blanchet, Taskin i Goermans) en un procés anomenat ravalement o grand avalement, amb realineació dels dos teclats per fer-los tocar a l'uníson, i redecorant la caixa. El so característic dels Ruckers s'assegurava mantenint la taula harmònica inalterada; alguns fabricants van utilitzar només la taula original, anunciant l'instrument final com un 'Ruckers'.
Tal era la influència duradora dels Ruckers que els seus mètodes de construcció havien estat absorbits per les tradicions de construcció d'Anglaterra, França, Alemanya, Flandes i Escandinàvia a mitjan segle xviii.